# كلاسيك بروج دي بان للسيدات 2025
كلاسيك بروج دي بان للسيدات 2025 (بالفرنسية: Classic Bruges-La Panne féminine 2025) هو سباق دراجات هوائية، وهو الموسم الثامن من ثلاثة أيام من دي بان للسيدات ‏، وأقيم في 27 مارس 2025 ضمن سباقات طواف العالم للدراجات للسيدات 2025.
فاز بالمركز الأول لورينا ويبيس، وحلَّ في المركز الثاني كيارا كونسوني، بينما جاء إليسا بالسامو في المركز الثالث.

## الفرق
| فرق سيدات عالمية (15)- Lidl–Trek (women's team) ‏ - إس دي وركس ‏ - بلانتور بورا سيلينج تيم ‏ - إن إكس تي جي ريسينغ ‏ - جامبو فيسما للسيدات ‏ - كانيون–إس آر إيه إم ‏ - Ceratizit Pro Cycling ‏ - FDJ–Suez ‏ - رالي سايكلنج ‏ - Liv AlUla Jayco ‏ - موفيستار للسيدات ‏ - فريق كوجياس ميتلر لوك برو للدراجات ‏ - فريق سنويب للسيدات ‏ - يو أي أيه تيم 2025 ‏ - فريق أونو إكس برو للدراجات للسيدات ‏ فرق سيدات احترافية (4)- اركيا للسيدات ‏ - Cofidis Women Team ‏ - St. Michel–Preference Home–Auber93 (women's team) ‏ - باركهوتل فالكنبورغ ‏ فرق دراجات قارية سيدات (4)- لوتو بيليسول للسيدات ‏ - DD Group Pro Cycling‏ - VELOPRO-Alphamotorhomes‏ - تيم كوب هايتك بوردكتس ‏ |  |
| |  |

## المشاركون
| Lidl–Trek (women's team) ‏ LTK | Lidl–Trek (women's team) ‏ LTK | Lidl–Trek (women's team) ‏ LTK |
| ----------------------------- | ----------------------------- | ----------------------------- |
| م                             | عداء                          | مرتبة                         |
| 1                             | إليسا بالسامو                 | 3                             |
| 2                             | Clara Copponi ‏                | 16                            |
| 3                             | آنا هندرسون                   | 70                            |
| 4                             | Ava Holmgren ‏                 | 101                           |
| 5                             | Emma Cecilie Norsgaard Bjerg  | 50                            |
| 6                             | Ilaria Sanguineti ‏            | 69                            |

| إس دي وركس ‏ SDW | إس دي وركس ‏ SDW     | إس دي وركس ‏ SDW |
| --------------- | ------------------- | --------------- |
| م               | عداء                | مرتبة           |
| 11              | لورينا ويبيس (طريق) | 1               |
| 12              | باربرا جوارشي       | 49              |
| 13              | سكاي شنايدر         | 118             |
| 14              | Marta Lach ‏         | 30              |
| 15              | فيمكا ماركوس        | 113             |

| بلانتور بورا سيلينج تيم ‏ FDC | بلانتور بورا سيلينج تيم ‏ FDC | بلانتور بورا سيلينج تيم ‏ FDC |
| ---------------------------- | ---------------------------- | ---------------------------- |
| م                            | عداء                         | مرتبة                        |
| 21                           | Marthe Truyen ‏               | 12                           |
| 22                           | Millie Couzens ‏              | 62                           |
| 23                           | Julie De Wilde ‏              | 63                           |
| 24                           | Carina Schrempf ‏             | 47                           |
| 25                           | Christina Schweinberger ‏     | 88                           |
| 26                           | Cecilia van Zuthem ‏          | 64                           |

| إن إكس تي جي ريسينغ ‏ AGS | إن إكس تي جي ريسينغ ‏ AGS | إن إكس تي جي ريسينغ ‏ AGS |
| ------------------------ | ------------------------ | ------------------------ |
| م                        | عداء                     | مرتبة                    |
| 31                       | Fauve Bastiaenssen ‏      | 77                       |
| 32                       | Julia Borgström ‏         | 48                       |
| 33                       | BEL                      | 102                      |
| 34                       | Alexandra Manly ‏         | 43                       |
| 35                       | Ilse Pluimers ‏           | 39                       |
| 36                       | Nicole Steigenga ‏        | 13                       |

| جامبو فيسما للسيدات ‏ TVL | جامبو فيسما للسيدات ‏ TVL | جامبو فيسما للسيدات ‏ TVL |
| ------------------------ | ------------------------ | ------------------------ |
| م                        | عداء                     | مرتبة                    |
| 41                       | Martina Fidanza ‏         | 57                       |
| 42                       | Imogen Wolff ‏            | 40                       |
| 43                       | Linda Riedmann ‏          | 120                      |
| 44                       | Nienke Veenhoven ‏        | 6                        |
| 45                       | Margaux Vigié ‏           | 58                       |
| 46                       | NED                      | 56                       |

| كانيون–إس آر إيه إم ‏ CSZ | كانيون–إس آر إيه إم ‏ CSZ | كانيون–إس آر إيه إم ‏ CSZ |
| ------------------------ | ------------------------ | ------------------------ |
| م                        | عداء                     | مرتبة                    |
| 51                       | Zoe Bäckstedt ‏           | 45                       |
| 52                       | Anastasiya Kolesava ‏     | 29                       |
| 53                       | كيارا كونسوني            | 2                        |
| 54                       | ثريا بالادين             | 114                      |
| 55                       | ماريا مارتينز            | 76                       |
| 56                       | Maike van der Duin ‏      | 74                       |

| Ceratizit Pro Cycling ‏ CTC | Ceratizit Pro Cycling ‏ CTC | Ceratizit Pro Cycling ‏ CTC |
| -------------------------- | -------------------------- | -------------------------- |
| م                          | عداء                       | مرتبة                      |
| 61                         | Sara Fiorin ‏               | 20                         |
| 62                         | فرانزيسكا بروس             | 93                         |
| 63                         | Kristýna Burlová ‏          | 21                         |
| 64                         | Mylène de Zoete ‏           | 9                          |
| 65                         | Daniek Hengeveld ‏          | 94                         |

| FDJ–Suez ‏ TFS | FDJ–Suez ‏ TFS    | FDJ–Suez ‏ TFS  |
| ------------- | ---------------- | -------------- |
| م             | عداء             | مرتبة          |
| 71            | Ally Wollaston ‏  | 11             |
| 72            | Nina Buijsman ‏   | لم يكمل السباق |
| 73            | Coralie Demay ‏   | 90             |
| 74            | أوجيني دوفال     | 60             |
| 75            | Marie Le Net ‏    | 52             |
| 76            | Alessia Vigilia ‏ | 104            |

| رالي سايكلنج ‏ HPH | رالي سايكلنج ‏ HPH      | رالي سايكلنج ‏ HPH |
| ----------------- | ---------------------- | ----------------- |
| م                 | عداء                   | مرتبة             |
| 81                | Marit Raaijmakers ‏     | 116               |
| 82                | Maëlle Grossetête ‏     | 95                |
| 83                | رومي كاسبر             | 51                |
| 84                | Silvia Zanardi ‏        | 19                |
| 85                | Kathrin Schweinberger ‏ | 10                |
| 86                | ليلي وليامز            | 22                |

| Liv AlUla Jayco ‏ LIV | Liv AlUla Jayco ‏ LIV | Liv AlUla Jayco ‏ LIV |
| -------------------- | -------------------- | -------------------- |
| م                    | عداء                 | مرتبة                |
| 91                   | جورجيا بيكر          | 4                    |
| 92                   | Jeanne Korevaar ‏     | 34                   |
| 93                   | Amber Pate ‏          | 53                   |
| 94                   | Josie Talbot ‏        | 119                  |
| 95                   | Quinty Ton ‏          | 23                   |
| 96                   | Amber van der Hulst ‏ | 107                  |

| موفيستار للسيدات ‏ MOV | موفيستار للسيدات ‏ MOV | موفيستار للسيدات ‏ MOV |
| --------------------- | --------------------- | --------------------- |
| م                     | عداء                  | مرتبة                 |
| 101                   | Olivia Baril ‏ (طريق)  | 71                    |
| 102                   | Cat Ferguson ‏         | 67                    |
| 103                   | Carys Lloyd ‏          | 35                    |
| 104                   | فلورتجي ماكايج        | 91                    |
| 105                   | Laura Ruiz Pérez ‏     | 97                    |
| 106                   | Lucia Ruiz Pérez ‏     | 41                    |

| فريق كوجياس ميتلر لوك برو للدراجات ‏ CGS | فريق كوجياس ميتلر لوك برو للدراجات ‏ CGS | فريق كوجياس ميتلر لوك برو للدراجات ‏ CGS |
| --------------------------------------- | --------------------------------------- | --------------------------------------- |
| م                                       | عداء                                    | مرتبة                                   |
| 111                                     | تمارا بالابولينا ‏                       | 31                                      |
| 112                                     | Giulia Giuliani‏                         | 82                                      |
| 113                                     | Mia Griffin ‏                            | 109                                     |
| 114                                     | إيلينا بيروني                           | 115                                     |
| 115                                     | Kaja Rysz ‏                              | 24                                      |
| 116                                     | Sylvie Swinkels ‏                        | 75                                      |

| فريق سنويب للسيدات ‏ TPP | فريق سنويب للسيدات ‏ TPP | فريق سنويب للسيدات ‏ TPP |
| ----------------------- | ----------------------- | ----------------------- |
| م                       | عداء                    | مرتبة                   |
| 121                     | Charlotte Kool ‏         | 15                      |
| 122                     | Silje Bader‏             | 123                     |
| 123                     | Rachele Barbieri ‏       | 103                     |
| 124                     | Mara Roldan ‏            | 66                      |
| 125                     | فرانشيسكا كوش ‏ (طريق)   | 27                      |
| 126                     | Abi Smith ‏              | لم يكمل السباق          |

| يو أي أيه تيم ‏ UAD | يو أي أيه تيم ‏ UAD | يو أي أيه تيم ‏ UAD |
| ------------------ | ------------------ | ------------------ |
| م                  | عداء               | مرتبة              |
| 131                | Elynor Bäckstedt ‏  | 68                 |
| 132                | صوفيا بيرتيزولو    | 72                 |
| 133                | Lara Gillespie ‏    | 5                  |
| 134                | إليزابيث هولدن     | 96                 |
| 135                | Tereza Neumanová ‏  | 55                 |

| فريق أونو إكس برو للدراجات للسيدات ‏ UXM | فريق أونو إكس برو للدراجات للسيدات ‏ UXM | فريق أونو إكس برو للدراجات للسيدات ‏ UXM |
| --------------------------------------- | --------------------------------------- | --------------------------------------- |
| م                                       | عداء                                    | مرتبة                                   |
| 141                                     | Anniina Ahtosalo ‏ (طريق)                | 110                                     |
| 142                                     | سوزان أندرسن                            | 54                                      |
| 143                                     | Teuntje Beekhuis ‏                       | 73                                      |
| 144                                     | Alberte Greve ‏                          | 87                                      |
| 145                                     | Rebecca Koerner ‏ (طريق)                 | 112                                     |
| 146                                     | Linda Zanetti ‏                          | 7                                       |

| اركيا للسيدات ‏ ARK | اركيا للسيدات ‏ ARK       | اركيا للسيدات ‏ ARK |
| ------------------ | ------------------------ | ------------------ |
| م                  | عداء                     | مرتبة              |
| 151                | Valentina Cavallar ‏      | 105                |
| 152                | ميشيلا دراموند           | 36                 |
| 153                | إميليا فهلين             | 65                 |
| 154                | Amandine Fouquenet ‏      | 100                |
| 155                | Maurène Trégouët ‏        | 78                 |
| 156                | Marjolein van 't Geloof ‏ | 18                 |

| Cofidis Women Team ‏ COF | Cofidis Women Team ‏ COF | Cofidis Women Team ‏ COF |
| ----------------------- | ----------------------- | ----------------------- |
| م                       | عداء                    | مرتبة                   |
| 161                     | Martina Alzini ‏         | 84                      |
| 162                     | Marion Borras ‏          | لم يكمل السباق          |
| 163                     | Flavie Boulais ‏         | 85                      |
| 164                     | أمالي ديديريكسن         | لم يكمل السباق          |
| 165                     | فالنتاين فورتين         | 8                       |
| 166                     | كيرستي فان هافتن        | 121                     |

| St. Michel–Preference Home–Auber93 (women's team) ‏ AUB | St. Michel–Preference Home–Auber93 (women's team) ‏ AUB | St. Michel–Preference Home–Auber93 (women's team) ‏ AUB |
| ------------------------------------------------------ | ------------------------------------------------------ | ------------------------------------------------------ |
| م                                                      | عداء                                                   | مرتبة                                                  |
| 171                                                    | Alison Avoine ‏                                         | 42                                                     |
| 172                                                    | FRA                                                    | 124                                                    |
| 173                                                    | Lucie Fityus‏                                           | 17                                                     |
| 174                                                    | أليسيا غونزاليس بلانكو                                 | 26                                                     |
| 175                                                    | Emily Watts ‏                                           | 122                                                    |
| 176                                                    | Elyne Roussel ‏                                         | 125                                                    |

| باركهوتل فالكنبورغ ‏ VWT | باركهوتل فالكنبورغ ‏ VWT | باركهوتل فالكنبورغ ‏ VWT |
| ----------------------- | ----------------------- | ----------------------- |
| م                       | عداء                    | مرتبة                   |
| 181                     | Femke Beuling ‏          | 61                      |
| 182                     | Maaike Boogaard ‏        | 98                      |
| 183                     | NED                     | 33                      |
| 184                     | Scarlett Souren ‏        | 108                     |
| 185                     | Lonneke Uneken ‏         | 14                      |
| 186                     | Tirza Wisse ‏            | 117                     |

| لوتو بيليسول للسيدات ‏ LOL | لوتو بيليسول للسيدات ‏ LOL | لوتو بيليسول للسيدات ‏ LOL |
| ------------------------- | ------------------------- | ------------------------- |
| م                         | عداء                      | مرتبة                     |
| 191                       | BEL                       | 99                        |
| 192                       | Mieke Docx ‏               | 86                        |
| 193                       | BEL                       | 106                       |
| 194                       | FRA                       | لم يكمل السباق            |
| 195                       | Lea Lin Teutenberg ‏       | 37                        |
| 196                       | Lani Wittevrongel ‏        | 28                        |

| DD Group Pro Cycling‏ DDG | DD Group Pro Cycling‏ DDG | DD Group Pro Cycling‏ DDG |
| ------------------------ | ------------------------ | ------------------------ |
| م                        | عداء                     | مرتبة                    |
| 201                      | NED                      | 81                       |
| 202                      | Julie Stockman‏           | 25                       |
| 203                      | Vera Tieleman‏            | 32                       |
| 204                      | Elise Timmerman‏          | 44                       |
| 205                      | Yonna Van Dam‏            | لم يكمل السباق           |
| 206                      | Britt de Grave‏           | لم يكمل السباق           |

| VELOPRO-Alphamotorhomes‏ ___ | VELOPRO-Alphamotorhomes‏ ___ | VELOPRO-Alphamotorhomes‏ ___ |
| --------------------------- | --------------------------- | --------------------------- |
| م                           | عداء                        | مرتبة                       |
| 211                         | Marga López (cyclist) ‏      | 38                          |
| 212                         | Julie Sap‏                   | 92                          |
| 213                         | Loes Sels ‏                  | 127                         |
| 214                         | ليزا فان بيل                | 89                          |
| 215                         | هنريتا كولبورن              | 46                          |
| 216                         | Femke van Goethem‏           | 126                         |

| تيم كوب هايتك بوردكتس ‏ HPU | تيم كوب هايتك بوردكتس ‏ HPU | تيم كوب هايتك بوردكتس ‏ HPU |
| -------------------------- | -------------------------- | -------------------------- |
| م                          | عداء                       | مرتبة                      |
| 221                        | Camilla Rånes Bye‏          | لم يكمل السباق             |
| 222                        | NOR                        | 83                         |
| 223                        | (طريق)                     | 111                        |
| 224                        | April Tacey ‏               | 80                         |
| 225                        | Aidi Gerde Tuisk ‏          | 59                         |
| 226                        | NED                        | 79                         |

| Lidl–Trek (women's team) ‏ LTK | Lidl–Trek (women's team) ‏ LTK | Lidl–Trek (women's team) ‏ LTK |
| ----------------------------- | ----------------------------- | ----------------------------- |
| م                             | عداء                          | مرتبة                         |
| 1                             | إليسا بالسامو                 | 3                             |
| 2                             | Clara Copponi ‏                | 16                            |
| 3                             | آنا هندرسون                   | 70                            |
| 4                             | Ava Holmgren ‏                 | 101                           |
| 5                             | Emma Cecilie Norsgaard Bjerg  | 50                            |
| 6                             | Ilaria Sanguineti ‏            | 69                            |

| إس دي وركس ‏ SDW | إس دي وركس ‏ SDW     | إس دي وركس ‏ SDW |
| --------------- | ------------------- | --------------- |
| م               | عداء                | مرتبة           |
| 11              | لورينا ويبيس (طريق) | 1               |
| 12              | باربرا جوارشي       | 49              |
| 13              | سكاي شنايدر         | 118             |
| 14              | Marta Lach ‏         | 30              |
| 15              | فيمكا ماركوس        | 113             |

| بلانتور بورا سيلينج تيم ‏ FDC | بلانتور بورا سيلينج تيم ‏ FDC | بلانتور بورا سيلينج تيم ‏ FDC |
| ---------------------------- | ---------------------------- | ---------------------------- |
| م                            | عداء                         | مرتبة                        |
| 21                           | Marthe Truyen ‏               | 12                           |
| 22                           | Millie Couzens ‏              | 62                           |
| 23                           | Julie De Wilde ‏              | 63                           |
| 24                           | Carina Schrempf ‏             | 47                           |
| 25                           | Christina Schweinberger ‏     | 88                           |
| 26                           | Cecilia van Zuthem ‏          | 64                           |

| إن إكس تي جي ريسينغ ‏ AGS | إن إكس تي جي ريسينغ ‏ AGS | إن إكس تي جي ريسينغ ‏ AGS |
| ------------------------ | ------------------------ | ------------------------ |
| م                        | عداء                     | مرتبة                    |
| 31                       | Fauve Bastiaenssen ‏      | 77                       |
| 32                       | Julia Borgström ‏         | 48                       |
| 33                       | BEL                      | 102                      |
| 34                       | Alexandra Manly ‏         | 43                       |
| 35                       | Ilse Pluimers ‏           | 39                       |
| 36                       | Nicole Steigenga ‏        | 13                       |

| جامبو فيسما للسيدات ‏ TVL | جامبو فيسما للسيدات ‏ TVL | جامبو فيسما للسيدات ‏ TVL |
| ------------------------ | ------------------------ | ------------------------ |
| م                        | عداء                     | مرتبة                    |
| 41                       | Martina Fidanza ‏         | 57                       |
| 42                       | Imogen Wolff ‏            | 40                       |
| 43                       | Linda Riedmann ‏          | 120                      |
| 44                       | Nienke Veenhoven ‏        | 6                        |
| 45                       | Margaux Vigié ‏           | 58                       |
| 46                       | NED                      | 56                       |

| كانيون–إس آر إيه إم ‏ CSZ | كانيون–إس آر إيه إم ‏ CSZ | كانيون–إس آر إيه إم ‏ CSZ |
| ------------------------ | ------------------------ | ------------------------ |
| م                        | عداء                     | مرتبة                    |
| 51                       | Zoe Bäckstedt ‏           | 45                       |
| 52                       | Anastasiya Kolesava ‏     | 29                       |
| 53                       | كيارا كونسوني            | 2                        |
| 54                       | ثريا بالادين             | 114                      |
| 55                       | ماريا مارتينز            | 76                       |
| 56                       | Maike van der Duin ‏      | 74                       |

| Ceratizit Pro Cycling ‏ CTC | Ceratizit Pro Cycling ‏ CTC | Ceratizit Pro Cycling ‏ CTC |
| -------------------------- | -------------------------- | -------------------------- |
| م                          | عداء                       | مرتبة                      |
| 61                         | Sara Fiorin ‏               | 20                         |
| 62                         | فرانزيسكا بروس             | 93                         |
| 63                         | Kristýna Burlová ‏          | 21                         |
| 64                         | Mylène de Zoete ‏           | 9                          |
| 65                         | Daniek Hengeveld ‏          | 94                         |

| FDJ–Suez ‏ TFS | FDJ–Suez ‏ TFS    | FDJ–Suez ‏ TFS  |
| ------------- | ---------------- | -------------- |
| م             | عداء             | مرتبة          |
| 71            | Ally Wollaston ‏  | 11             |
| 72            | Nina Buijsman ‏   | لم يكمل السباق |
| 73            | Coralie Demay ‏   | 90             |
| 74            | أوجيني دوفال     | 60             |
| 75            | Marie Le Net ‏    | 52             |
| 76            | Alessia Vigilia ‏ | 104            |

| رالي سايكلنج ‏ HPH | رالي سايكلنج ‏ HPH      | رالي سايكلنج ‏ HPH |
| ----------------- | ---------------------- | ----------------- |
| م                 | عداء                   | مرتبة             |
| 81                | Marit Raaijmakers ‏     | 116               |
| 82                | Maëlle Grossetête ‏     | 95                |
| 83                | رومي كاسبر             | 51                |
| 84                | Silvia Zanardi ‏        | 19                |
| 85                | Kathrin Schweinberger ‏ | 10                |
| 86                | ليلي وليامز            | 22                |

| Liv AlUla Jayco ‏ LIV | Liv AlUla Jayco ‏ LIV | Liv AlUla Jayco ‏ LIV |
| -------------------- | -------------------- | -------------------- |
| م                    | عداء                 | مرتبة                |
| 91                   | جورجيا بيكر          | 4                    |
| 92                   | Jeanne Korevaar ‏     | 34                   |
| 93                   | Amber Pate ‏          | 53                   |
| 94                   | Josie Talbot ‏        | 119                  |
| 95                   | Quinty Ton ‏          | 23                   |
| 96                   | Amber van der Hulst ‏ | 107                  |

| موفيستار للسيدات ‏ MOV | موفيستار للسيدات ‏ MOV | موفيستار للسيدات ‏ MOV |
| --------------------- | --------------------- | --------------------- |
| م                     | عداء                  | مرتبة                 |
| 101                   | Olivia Baril ‏ (طريق)  | 71                    |
| 102                   | Cat Ferguson ‏         | 67                    |
| 103                   | Carys Lloyd ‏          | 35                    |
| 104                   | فلورتجي ماكايج        | 91                    |
| 105                   | Laura Ruiz Pérez ‏     | 97                    |
| 106                   | Lucia Ruiz Pérez ‏     | 41                    |

| فريق كوجياس ميتلر لوك برو للدراجات ‏ CGS | فريق كوجياس ميتلر لوك برو للدراجات ‏ CGS | فريق كوجياس ميتلر لوك برو للدراجات ‏ CGS |
| --------------------------------------- | --------------------------------------- | --------------------------------------- |
| م                                       | عداء                                    | مرتبة                                   |
| 111                                     | تمارا بالابولينا ‏                       | 31                                      |
| 112                                     | Giulia Giuliani‏                         | 82                                      |
| 113                                     | Mia Griffin ‏                            | 109                                     |
| 114                                     | إيلينا بيروني                           | 115                                     |
| 115                                     | Kaja Rysz ‏                              | 24                                      |
| 116                                     | Sylvie Swinkels ‏                        | 75                                      |

| فريق سنويب للسيدات ‏ TPP | فريق سنويب للسيدات ‏ TPP | فريق سنويب للسيدات ‏ TPP |
| ----------------------- | ----------------------- | ----------------------- |
| م                       | عداء                    | مرتبة                   |
| 121                     | Charlotte Kool ‏         | 15                      |
| 122                     | Silje Bader‏             | 123                     |
| 123                     | Rachele Barbieri ‏       | 103                     |
| 124                     | Mara Roldan ‏            | 66                      |
| 125                     | فرانشيسكا كوش ‏ (طريق)   | 27                      |
| 126                     | Abi Smith ‏              | لم يكمل السباق          |

| يو أي أيه تيم ‏ UAD | يو أي أيه تيم ‏ UAD | يو أي أيه تيم ‏ UAD |
| ------------------ | ------------------ | ------------------ |
| م                  | عداء               | مرتبة              |
| 131                | Elynor Bäckstedt ‏  | 68                 |
| 132                | صوفيا بيرتيزولو    | 72                 |
| 133                | Lara Gillespie ‏    | 5                  |
| 134                | إليزابيث هولدن     | 96                 |
| 135                | Tereza Neumanová ‏  | 55                 |

| فريق أونو إكس برو للدراجات للسيدات ‏ UXM | فريق أونو إكس برو للدراجات للسيدات ‏ UXM | فريق أونو إكس برو للدراجات للسيدات ‏ UXM |
| --------------------------------------- | --------------------------------------- | --------------------------------------- |
| م                                       | عداء                                    | مرتبة                                   |
| 141                                     | Anniina Ahtosalo ‏ (طريق)                | 110                                     |
| 142                                     | سوزان أندرسن                            | 54                                      |
| 143                                     | Teuntje Beekhuis ‏                       | 73                                      |
| 144                                     | Alberte Greve ‏                          | 87                                      |
| 145                                     | Rebecca Koerner ‏ (طريق)                 | 112                                     |
| 146                                     | Linda Zanetti ‏                          | 7                                       |

| اركيا للسيدات ‏ ARK | اركيا للسيدات ‏ ARK       | اركيا للسيدات ‏ ARK |
| ------------------ | ------------------------ | ------------------ |
| م                  | عداء                     | مرتبة              |
| 151                | Valentina Cavallar ‏      | 105                |
| 152                | ميشيلا دراموند           | 36                 |
| 153                | إميليا فهلين             | 65                 |
| 154                | Amandine Fouquenet ‏      | 100                |
| 155                | Maurène Trégouët ‏        | 78                 |
| 156                | Marjolein van 't Geloof ‏ | 18                 |

| Cofidis Women Team ‏ COF | Cofidis Women Team ‏ COF | Cofidis Women Team ‏ COF |
| ----------------------- | ----------------------- | ----------------------- |
| م                       | عداء                    | مرتبة                   |
| 161                     | Martina Alzini ‏         | 84                      |
| 162                     | Marion Borras ‏          | لم يكمل السباق          |
| 163                     | Flavie Boulais ‏         | 85                      |
| 164                     | أمالي ديديريكسن         | لم يكمل السباق          |
| 165                     | فالنتاين فورتين         | 8                       |
| 166                     | كيرستي فان هافتن        | 121                     |

| St. Michel–Preference Home–Auber93 (women's team) ‏ AUB | St. Michel–Preference Home–Auber93 (women's team) ‏ AUB | St. Michel–Preference Home–Auber93 (women's team) ‏ AUB |
| ------------------------------------------------------ | ------------------------------------------------------ | ------------------------------------------------------ |
| م                                                      | عداء                                                   | مرتبة                                                  |
| 171                                                    | Alison Avoine ‏                                         | 42                                                     |
| 172                                                    | FRA                                                    | 124                                                    |
| 173                                                    | Lucie Fityus‏                                           | 17                                                     |
| 174                                                    | أليسيا غونزاليس بلانكو                                 | 26                                                     |
| 175                                                    | Emily Watts ‏                                           | 122                                                    |
| 176                                                    | Elyne Roussel ‏                                         | 125                                                    |

| باركهوتل فالكنبورغ ‏ VWT | باركهوتل فالكنبورغ ‏ VWT | باركهوتل فالكنبورغ ‏ VWT |
| ----------------------- | ----------------------- | ----------------------- |
| م                       | عداء                    | مرتبة                   |
| 181                     | Femke Beuling ‏          | 61                      |
| 182                     | Maaike Boogaard ‏        | 98                      |
| 183                     | NED                     | 33                      |
| 184                     | Scarlett Souren ‏        | 108                     |
| 185                     | Lonneke Uneken ‏         | 14                      |
| 186                     | Tirza Wisse ‏            | 117                     |

| لوتو بيليسول للسيدات ‏ LOL | لوتو بيليسول للسيدات ‏ LOL | لوتو بيليسول للسيدات ‏ LOL |
| ------------------------- | ------------------------- | ------------------------- |
| م                         | عداء                      | مرتبة                     |
| 191                       | BEL                       | 99                        |
| 192                       | Mieke Docx ‏               | 86                        |
| 193                       | BEL                       | 106                       |
| 194                       | FRA                       | لم يكمل السباق            |
| 195                       | Lea Lin Teutenberg ‏       | 37                        |
| 196                       | Lani Wittevrongel ‏        | 28                        |

| DD Group Pro Cycling‏ DDG | DD Group Pro Cycling‏ DDG | DD Group Pro Cycling‏ DDG |
| ------------------------ | ------------------------ | ------------------------ |
| م                        | عداء                     | مرتبة                    |
| 201                      | NED                      | 81                       |
| 202                      | Julie Stockman‏           | 25                       |
| 203                      | Vera Tieleman‏            | 32                       |
| 204                      | Elise Timmerman‏          | 44                       |
| 205                      | Yonna Van Dam‏            | لم يكمل السباق           |
| 206                      | Britt de Grave‏           | لم يكمل السباق           |

| VELOPRO-Alphamotorhomes‏ ___ | VELOPRO-Alphamotorhomes‏ ___ | VELOPRO-Alphamotorhomes‏ ___ |
| --------------------------- | --------------------------- | --------------------------- |
| م                           | عداء                        | مرتبة                       |
| 211                         | Marga López (cyclist) ‏      | 38                          |
| 212                         | Julie Sap‏                   | 92                          |
| 213                         | Loes Sels ‏                  | 127                         |
| 214                         | ليزا فان بيل                | 89                          |
| 215                         | هنريتا كولبورن              | 46                          |
| 216                         | Femke van Goethem‏           | 126                         |

| تيم كوب هايتك بوردكتس ‏ HPU | تيم كوب هايتك بوردكتس ‏ HPU | تيم كوب هايتك بوردكتس ‏ HPU |
| -------------------------- | -------------------------- | -------------------------- |
| م                          | عداء                       | مرتبة                      |
| 221                        | Camilla Rånes Bye‏          | لم يكمل السباق             |
| 222                        | NOR                        | 83                         |
| 223                        | (طريق)                     | 111                        |
| 224                        | April Tacey ‏               | 80                         |
| 225                        | Aidi Gerde Tuisk ‏          | 59                         |
| 226                        | NED                        | 79                         |

## التصنيف العام النهائي
| التصنيف العام         | التصنيف العام          | التصنيف العام                       | التصنيف العام | التصنيف العام |
| المتسابقة             | المتسابقة              | الفريق                              | الوقت         |               |
| --------------------- | ---------------------- | ----------------------------------- | ------------- | ------------- |
| 1                     | لورينا ويبيس           | إس دي وركس ‏                         | 3 س 42 د 13 ث |               |
| 2                     | كيارا كونسوني          | كانيون–إس آر إيه إم ‏                | + 0 ث         |               |
| 3                     | إليسا بالسامو          | Lidl–Trek (women's team) ‏           | + 0 ث         |               |
| 4                     | جورجيا بيكر            | Liv AlUla Jayco ‏                    | + 0 ث         |               |
| 5                     | Lara Gillespie ‏        | يو أي أيه تيم ‏                      | + 0 ث         |               |
| 6                     | Nienke Veenhoven ‏      | جامبو فيسما للسيدات ‏                | + 0 ث         |               |
| 7                     | Linda Zanetti ‏         | فريق أونو إكس برو للدراجات للسيدات ‏ | + 0 ث         |               |
| 8                     | فالنتاين فورتين        | Cofidis Women Team ‏                 | + 0 ث         |               |
| 9                     | Mylène de Zoete ‏       | Ceratizit Pro Cycling ‏              | + 0 ث         |               |
| 10                    | Kathrin Schweinberger ‏ | رالي سايكلنج ‏                       | + 0 ث         |               |
|                       |                        |                                     |               |               |
| مصدر: ProCyclingStats |                        |                                     |               |               |

## وصلات خارجية
- لمحة عن سباق كلاسيك بروج دي بان للسيدات 2025 على موقع  ProCyclingStats   (برو  سايكلنج  ستاتس) - إحصاءات  محترفي  الدراجات.

- كلاسيك بروج دي بان للسيدات 2025 على موقع إحصائيات الدراجات الإحترافية (الإنجليزية)